# عمرو بن الأحوص البارقي
عمرو بن الأحوص البارقي الأزدي (40 ق هـ - 20 هـ / 584م - 641م): صحابي، من الفاتحين الفرسان.كان أحد الذين وفدوا على النبي ﷺ الله عليه وسلم من بارق سنة 7 هـ، وحضر مع النبي صلى الله عليه وسلم حجة الوداع، وشهد فتوح الشام، قال ابن المنظور:«شهد هو وزوجه أم سليمان مع النّبيّ ﷺ حجّة الوداع، ورويا حديثاً عنه؛ وشهد عمرو اليرموك».
حضر خطبة عمر بن الخطاب في الجابية، وفي ذلك يروي قائلاً: «وقع الطاعون ونحن باليرموك، فأتانا عمر بن الخطاب فدخل أصحاب الرايات، ولم يدخل من الطاعون». ولما تفشَّى الطاعون في الشام، تحول إلى الكوفة، وكان له نسل فيها. توفى ابن الأحوص في خلافة عمر بن الخطاب قبل زمن الرواية، ولم يروي عنه سوى ابنه سليمان.

## النسب
- هو: عمرو بن الأحوص بن عمرو بن سفيان بن الحارث بن أوس بن شجنة بن مازن بن ثعلبة بن كنانة البارقي الأزدي، ينتهي نسبه إلى بارق بن حارثة بن عمرو مزيقياء، ومزيقياء من ملوك العرب في الجاهلية البعيدة.[6]ونسب عمرو بن الأحوص لدى بارق مشهور.[1]
- زوجته: أم جندب الأزدية، من بارق (30 ق هـ - 50 هـ): صحابية، حضرت مع النبي حجة الوداع، روت عن الرسول عدة أحاديث، كما روت عن أم سلمة زوج النبي، قال ابن سعد:«أمّ جُنْدب الأزديّة، وهي أمّ سُلَيمان بن عمرو بن الأَحْوص. أسلمت وبايعت رسول الله صَلَّى الله عليه وسلم، وروت عنه».[7]ويحدث عنها ابنها سليمان، وعبد الله بن شداد، وأبي يزيد مولى عبد الله بن الحارث. ولم يروي عنها شبيب بن غرقدة البارقي، كما لم يروي عنها بواسطة أبنها سليمان.
- ابنه: عبد الله بن عمرو بن الأحوص البارقي (3 ق هـ - لا يعلم سنة وفاته): من صغار الصحابة، حضر مع النبي حجة الوداع وهو غلاماً، وكان مريضاً فسقَتْه أمه من ماء مجَّ فيه النبي، فلما سقته تعافى، وفي ذلك قال ابن حجر: «عبد الله بن عَمْرو بن الأَحوص الأزدي، وأمُّه أم جندب، لها ولأبيه صحبة. ولعبد الله هذا رؤية وسقَتْه أمه في حجة الوداع من ماءٍ مجَّ النبيُّ ﷺ فيه». ويرجح أنه بقى في ديار قومه، فلم يخرج للفتوح مع أبيه وأخوته للعله التي كان معتلاً بها، والله أعلم.[8]
- ابنه: سليمان بن عمرو بن الأحوص (نحو 1 ق هـ - 70 هـ) له إدراك، ذكره ابن سعد البغدادي في الطبقة الأولى من أهل الكوفة بعد الصحابة ممن روى عن علي بن أبي طالب وعبد الله بن مسعود، وقال «سليمان بن عمرو بن الأحوص البارقي، من الأزد».[9]وروى سليمان عن أبيه وأمه، وعلي بن أبي طالب، وعبد الله بن مسعود، وأبو موسى الأشعري،[10][11]وأبو برزة الأسلمي.[12]وعنه: شبيب بن غرقدة البارقي، ويزيد بن أبي زياد الهاشمي.[13][14]
- حفيده: جندب بن سليمان (30 هـ - 90 هـ): تابعي، ثقة،[15] يحدث عن عبد الله بن عباس،[16][17][18] وعنه يروي: شبيب بن غرقدة البارقي.[19][20]

أجمع علماء الرجال والمؤرخين القدماء أن عمرو بن الأحوص وبنوه من بارق ثم الأزد، أمثال: ابن سعد البغدادي ونصر بن مزاحم وأبو حاتم الرازي وأبو بكر بن أبي خيثمة وابن حبان، وقال ابن سعد:«عمرو بن الأحوص البارقي، من الأزد»،وقال أبو بكر بن أبي خيثمة: «رَوَىَ عَنْ رسولِ اللَّهِ صَلَّى اللَّهُ عَلَيْهِ وَسَلَّمَ جَمَاعَةٌ من "الأَزْد، عَبْد اللهِ بْنُ حَوَالَة الأَزْدِيّ. وعَمْرو بْنُ الأَحْوَص الأَزْدِيّ»،وقال ابن حبان:«عَمْرو بْن الْأَحْوَص الْأَزْدِيّ، لَهُ صُحْبَة. وَهُوَ وَالِد سُلَيْمَان بْن عَمْرو بْن الْأَحْوَص»،وقال ابن حجر:«نسبه بارقيا، وبارق من الأزد». وشذ عن ذلك ابن عبد البر وغيره، فزعم أنه من كلاب لتشابه الأسماء،وأتى بغلط آخر أفحش من الأول فنسبه عمرو بن الأحوص الجشمي الكلابي، والجشمي قول أبو نعيم الأصبهاني ظناً منه أنه أبو الأحوص الجشمي، فرد عليه ابن الأثير بقوله: « قول أَبي عمر "إِنه جشمي كلابي" لا أَعرفه، فإِنه ليس في نسبه إِلى كلاب "جشم" ولا فيما بعد كلاب أَيضًا، وإِنما "الأَحوص بن جعفر بن كلاب" نسب معروف، والله أَعلم، ولعله له حلف». وقد نقل هذا الخطأ المزي وغيره من المتأخرين، وقد تنبه ابن حجر لهذا الخطأ في تهذيب التهذيب، وعقب على المزي بقوله: «لكنه نسبه بارقيا، وبارق من الأزد».

## سيرته وحياته

### نشأته
نشأ عمرو بن الأحوص في بيت شرف اشتهر بالفروسية والفنون الحربية أبا عن جد، وجده هو أبو الأحوص عمرو (معقر) بن سفيان (حمار) البارقي (125 ق هـ - 42 ق هـ / 500م - 580م): فارس، من شعراء الجاهلية الأشراف. كان حليف بني نمير بن عامر، وشهد يوم جبلة سنة 570م، وفي ذلك قال أبو محمد الهمداني: «الشريف البارقي وبارق حي من الأزد وهو مُعْقِر بن حمار، فسمي مُعقراً لأنه شهد يوم جبلة فكان يضرب الرجل ضربة يعقره بها». وكان معقر مع الأحوص بن جعفر وبنو عامر بن صعصعة يوم جبلة،وكان فتاكاً شجاعاً، أسر يوم جبلة سنان المري وبنوه، فافتدى سنان نفسه وبنوه بمئة ناقة، وقبل المعقر منه الفداء، وأطلقه.وكان الصحابة ينشدون شعره ويتمثلون به، ومنهم: عائشة أم المؤمنين، وعمر بن الخطاب حتى قال الزمخشري: «ما أبرم عمر بن الخطاب  أمرا قط إلاّ تمثل ببيت شعر معقر بن حمار البارقي». وفيه يقول سراقة الشاعر:«وَمُعَقِّراً فَاذكُر وَإِن أَلوَى بِهِ...رَيبُ المَنُونِ وَطَائرٌ بالأخيل
». عاش معقر زهاء ثمانين عام، وقيل مائة عاماً، وعمي في أواخر عمره. وله ثلاثة قصائد في يوم شعب جبلة منها اثنتان طويلة، وفي غيرها له أشعار، ومن عزيز شعره قوله:
وجد أبيه هو سفيان - وقيل أوس - الملقب حمَّار، وهو من فرسان العرب في الجاهلية، قال أبو محمد الهمداني: «وكان أبوه إذا شهد الحرب حَمَّرَ ولم يعرف الفرار فسُمي حماراً».ووالده الأحوص على اسم الأحوص بن جعفر بن كلاب حليف معقر وصاحبه، وهذه السماوة هي التي جرت أبو عمر ابن عبد البر وغيره على أن يزعما أنه من بني كلاب. وقد عَقَبَ عليهم ابن الأثير ناقداً بقوله: « قول أَبي عمر "إِنه جشمي كلابي" لا أَعرفه، فإِنه ليس في نسبه إِلى كلاب "جشم" ولا فيما بعد كلاب أَيضًا، وإِنما "الأَحوص بن جعفر بن كلاب" نسب معروف، والله أَعلم، ولعله له حلف».وكان آباء عمرو بن الأحوص حلفاء بنو عامر بن صعصعة، يسكنون بينهم، وقبيل الإسلام عادوا بلاد قومهم بارق. فنشأ عمرو بن الأحوص نشأة أقرانه، فكان يتطلع إلى عقلاء قومه، ويأخذ عنهم، ولما سمع بالإسلام سارع إليه.

## إسلامه
وفدت قبيلة بارق المدينة المنورة على النبي ﷺ في السنة السابعة الهجرية على رأسهم أبيض البارقي، وكان في ذلك الوفد عمرو بن الأحوص، فأسلم وبايع النبي ﷺ، وكتب النبي لهم كتابًا، قال فيه: «هذا كتابٌ من محمد رسول الله لبارق، لا تجذ ثمارهم ولا ترعى بلادهم في مربع ولا مصيف إلا بمسألةٍ من بارق. ومن مرَّ بهم من المسلمين في عرك أو جدب فله ضيافة ثلاثة أيام، وإذا أينعت ثمارهم فلابن السبيل اللقَّاط يوسع بطنه من غير أن يقتثم».
ثم وفد عمرو بن الأحوص على النبي مع زوجته وابنه وجمع من قومه، والتقى أهل الوفد بالنبي مرة أخرى وهو في مكة، وشهدوا معه حجة الوداع في ذي الحجة سنة 10 هـ. وأسلمت زوجته وبايعت الرسول، قال ابن سعد:«أمّ جُنْدب الأزديّة، وهي أمّ سُلَيمان بن عمرو بن الأَحْوص. أسلمت وبايعت رسول الله صَلَّى الله عليه وسلم، وروت عنه».وكان أبنه عبد الله سقيماً، فسقَتْه أمه من ماء مجَّ فيه النبي، فلما شرب تعافى. وروى أهل السنن الأربعة عن عمرو بن الأحوص خطبة يوم النحر، قالوا: «شَبِيبِ بْنِ غَرْقَدَةَ ، عَنْ سُلَيْمَانَ بْنِ عَمْرِو بْنِ الْأَحْوَصِ ، حَدَّثَنَا أَبِي ، أَنَّهُ شَهِدَ حَجَّةَ الْوَدَاعِ مَعَ رَسُولِ اللَّهِ صَلَّى اللَّهُ عَلَيْهِ وَسَلَّمَ ، فَحَمِدَ اللَّهَ وَأَثْنَى عَلَيْهِ وَذَكَّرَ وَوَعَظَ ، ثُمَّ قَالَ : " أَيُّ يَوْمٍ أَحْرَمُ ؟ أَيُّ يَوْمٍ أَحْرَمُ ؟ أَيُّ يَوْمٍ أَحْرَمُ ؟ قَالَ : فَقَالَ النَّاسُ : يَوْمُ الْحَجِّ الْأَكْبَرِ يَا رَسُولَ اللَّهِ ، قَالَ : " فَإِنَّ دِمَاءَكُمْ وَأَمْوَالَكُمْ وَأَعْرَاضَكُمْ عَلَيْكُمْ حَرَامٌ كَحُرْمَةِ يَوْمِكُمْ هَذَا ، فِي بَلَدِكُمْ هَذَا ، فِي شَهْرِكُمْ هَذَا ، أَلَا لَا يَجْنِي جَانٍ إِلَّا عَلَى نَفْسِهِ ، وَلَا يَجْنِي وَالِدٌ عَلَى وَلَدِهِ وَلَا وَلَدٌ عَلَى وَالِدِهِ ، أَلَا إِنَّ الْمُسْلِمَ أَخُو الْمُسْلِمِ فَلَيْسَ يَحِلُّ لِمُسْلِمٍ مِنْ أَخِيهِ شَيْءٌ إِلَّا مَا أَحَلَّ مِنْ نَفْسِهِ ، أَلَا وَإِنَّ كُلَّ رِبًا فِي الْجَاهِلِيَّةِ مَوْضُوعٌ لَكُمْ رُءُوسُ أَمْوَالِكُمْ لَا تَظْلِمُونَ وَلَا تُظْلَمُونَ ، غَيْرَ رِبَا الْعَبَّاسِ بْنِ عَبْدِ الْمُطَّلِبِ ، فَإِنَّهُ مَوْضُوعٌ كُلُّهُ ، أَلَا وَإِنَّ كُلَّ دَمٍ كَانَ فِي الْجَاهِلِيَّةِ مَوْضُوعٌ ، وَأَوَّلُ دَمٍ وُضِعَ مِنْ دِمَاءِ الْجَاهِلِيَّةِ دَمُ الْحَارِثِ بْنِ عَبْدِ الْمُطَّلِبِ كَانَ مُسْتَرْضَعًا فِي بَنِي لَيْثٍ فَقَتَلَتْهُ هُذَيْلٌ ، أَلَا وَاسْتَوْصُوا بِالنِّسَاءِ خَيْرًا فَإِنَّمَا هُنَّ عَوَانٍ عِنْدَكُمْ لَيْسَ تَمْلِكُونَ مِنْهُنَّ شَيْئًا غَيْرَ ذَلِكَ، إِلَّا أَنْ يَأْتِينَ بِفَاحِشَةٍ مُبَيِّنَةٍ فَإِنْ فَعَلْنَ فَاهْجُرُوهُنَّ فِي الْمَضَاجِعِ ، وَاضْرِبُوهُنَّ ضَرْبًا غَيْرَ مُبَرِّحٍ ، فَإِنْ أَطَعْنَكُمْ فَلَا تَبْغُوا عَلَيْهِنَّ سَبِيلًا ، أَلَا إِنَّ لَكُمْ عَلَى نِسَائِكُمْ حَقًّا وَلِنِسَائِكُمْ عَلَيْكُمْ حَقًّا ، فَأَمَّا حَقُّكُمْ عَلَى نِسَائِكُمْ فَلَا يُوطِئْنَ فُرُشَكُمْ مَنْ تَكْرَهُونَ وَلَا يَأْذَنَّ فِي بُيُوتِكُمْ مَنْ تَكْرَهُونَ ، أَلَا وَإِنَّ حَقَّهُنَّ عَلَيْكُمْ أَنْ تُحْسِنُوا إِلَيْهِنَّ فِي كِسْوَتِهِنَّ وَطَعَامِهِنَّ».

## مشاركته في الفتوح ووفاته
شهد عمرو بن الأحوص هو وقومه فتوح الشام، وفي ذلك قال ابن المنظور:«شهد هو وزوجه أم سليمان مع النّبيّ ﷺ حجّة الوداع، ورويا حديثاً عنه؛ وشهد عمرو اليرموك». وحضر خطبة عمر بن الخطاب في الجابية، وفي ذلك يروي عمرو قائلاً: «وقع الطاعون ونحن باليرموك، فأتانا عمر بن الخطاب فدخل أصحاب الرايات، ولم يدخل من الطاعون». ولما وقع الطاعون في الشام، تحول عمرو بن الأحوص إلى الكوفة، وكان له نسل فيها. وتوفى في خلافة عمر بن الخطاب قبل زمن الرواية في حدود سنة عشرين من الهجرة، ولم يروي عنه سوى ابنه سليمان.